# بويان كراسيتش
بويان كراسيتش هو لاعب كرة قدم صربي في مركز الدفاع، ولد في 4 يناير 1983 في ميتروفيتسا في صربيا. لعب مع نادي بروليتر نوفي ساد ونادي فويفودينا.

## وصلات خارجية
- بويان كراسيتش على موقع قاعدة بيانات كرة القدم.إي يو (الإنجليزية)
- بويان كراسيتش على موقع Soccerway.com (الإنجليزية)
- بويان كراسيتش على موقع عالم كرة القدم.نت (الإنجليزية)